# Keizer Hendrik V
Hendrik V (Goslar, 11 augustus 1081/86 – Utrecht, 23 mei 1125) was de jongste zoon van keizer Hendrik IV. Hij werd al in 1098 tot Duits koning verkozen. In 1105 volgde hij zijn afgezette vader op als keizer van het Duitse rijk, maar pas na het overlijden van zijn vader in 1106 werd hij algemeen erkend.

## Afkomst en huwelijk
Hij was een zoon van keizer Hendrik IV en Bertha van Savoye. Zijn grootouders aan vaderskant waren keizer Hendrik III en Agnes van Poitou. Zijn grootouders aan moederskant waren Otto van Savoye en Adelheid van Susa. Hendrik trad in 1114 in Mainz in het huwelijk met Mathilde, een dochter van Hendrik I van Engeland. Hendrik V stierf zonder mannelijke nakomelingen.

## Rol in de investituurstrijd
Toen paus Paschalis II hem niet tot keizer wilde kronen, zette hij de paus in 1111 gevangen en dwong de kroning en het recht op de investituur af. De Investituurstrijd ging in alle hevigheid door en eindigde pas in 1122 met het Concordaat van Worms onder paus Callixtus II.

## Bevestiging van de stadsrechten van Stavoren en Utrecht

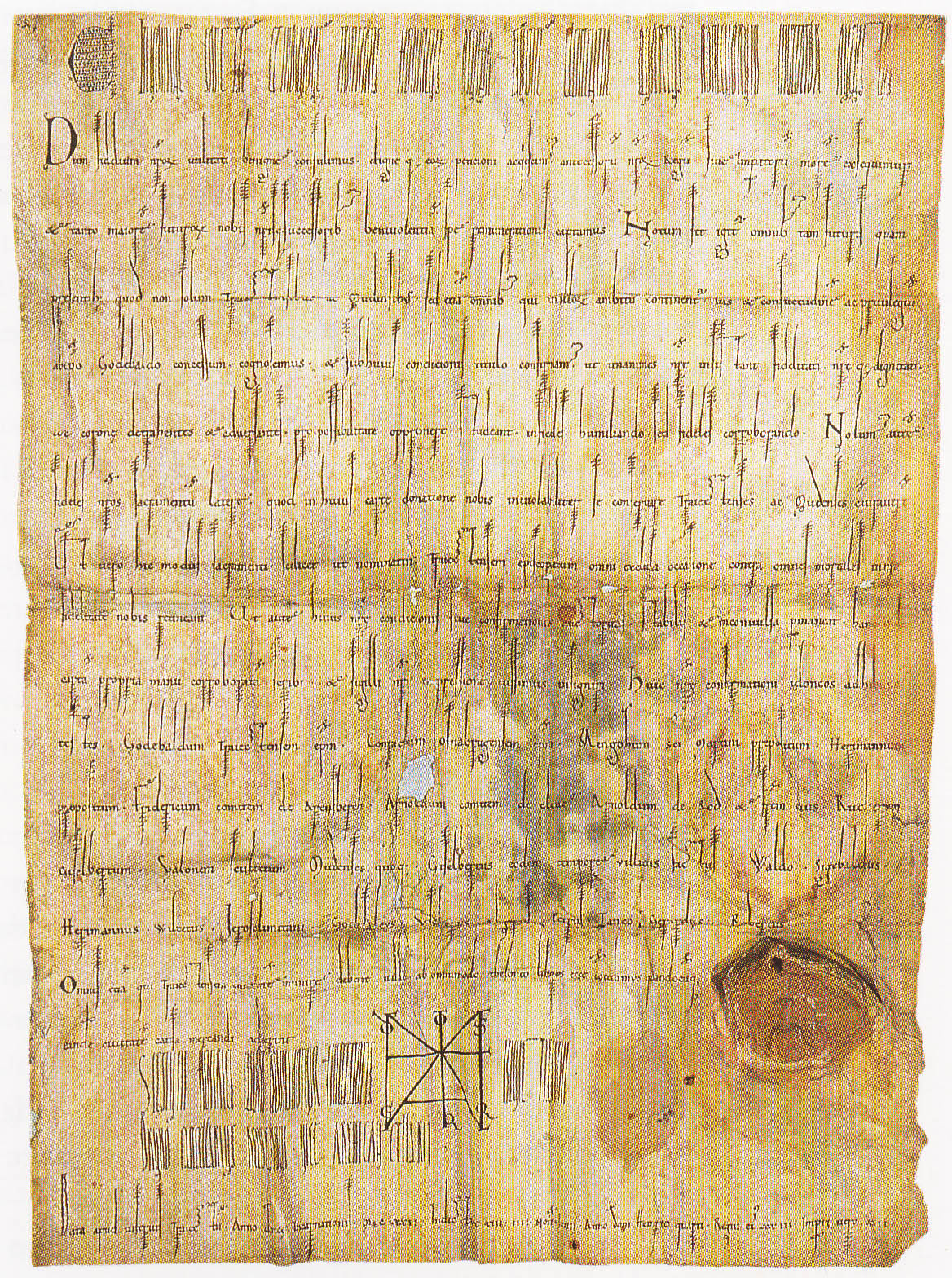
Oorkonde van 2 juni 1122 met bevestiging door keizer Hendrik V van het door de Utrechtse bisschop Godebald aan Utrecht verleende stadsrecht.

In 1118 bevestigde Hendrik V de stadsrechten van Stavoren en in 1122 die van Utrecht.

## Voorouders
| Voorouders van Keizer Hendrik V (1081-1125) | Voorouders van Keizer Hendrik V (1081-1125)                       | Voorouders van Keizer Hendrik V (1081-1125)                       | Voorouders van Keizer Hendrik V (1081-1125)                       | Voorouders van Keizer Hendrik V (1081-1125)                       | Voorouders van Keizer Hendrik V (1081-1125)                       | Voorouders van Keizer Hendrik V (1081-1125)                       | Voorouders van Keizer Hendrik V (1081-1125)                            | Voorouders van Keizer Hendrik V (1081-1125)                            |
| ------------------------------------------- | ----------------------------------------------------------------- | ----------------------------------------------------------------- | ----------------------------------------------------------------- | ----------------------------------------------------------------- | ----------------------------------------------------------------- | ----------------------------------------------------------------- | ---------------------------------------------------------------------- | ---------------------------------------------------------------------- |
| Overgrootouders                             | Keizer Koenraad II (990-1039) ∞ 909 Gisela van Zwaben (995-1043)  | Keizer Koenraad II (990-1039) ∞ 909 Gisela van Zwaben (995-1043)  | Willem V van Aquitanië (969-1030) ∞ Agnes van Mâcon (995-1068)    | Willem V van Aquitanië (969-1030) ∞ Agnes van Mâcon (995-1068)    | Humbert Withand (980-1048) ∞ Ancilla van Lenzberg (-)             | Humbert Withand (980-1048) ∞ Ancilla van Lenzberg (-)             | Manfred II Olderik van Turijn (980-1034/35) ∞ Bertha d'Este (990-1037) | Manfred II Olderik van Turijn (980-1034/35) ∞ Bertha d'Este (990-1037) |
| Grootouders                                 | Keizer Hendrik III (1017-1056) ∞ 909 Agnes van Poitou (1024-1077) | Keizer Hendrik III (1017-1056) ∞ 909 Agnes van Poitou (1024-1077) | Keizer Hendrik III (1017-1056) ∞ 909 Agnes van Poitou (1024-1077) | Keizer Hendrik III (1017-1056) ∞ 909 Agnes van Poitou (1024-1077) | Otto van Savoye (1021-1059) ∞ Adelheid van Susa (1014/20-1091)    | Otto van Savoye (1021-1059) ∞ Adelheid van Susa (1014/20-1091)    | Otto van Savoye (1021-1059) ∞ Adelheid van Susa (1014/20-1091)         | Otto van Savoye (1021-1059) ∞ Adelheid van Susa (1014/20-1091)         |
| Ouders                                      | Keizer Hendrik IV (1050-1106) ∞ 909 Bertha van Savoye (1051-1087) | Keizer Hendrik IV (1050-1106) ∞ 909 Bertha van Savoye (1051-1087) | Keizer Hendrik IV (1050-1106) ∞ 909 Bertha van Savoye (1051-1087) | Keizer Hendrik IV (1050-1106) ∞ 909 Bertha van Savoye (1051-1087) | Keizer Hendrik IV (1050-1106) ∞ 909 Bertha van Savoye (1051-1087) | Keizer Hendrik IV (1050-1106) ∞ 909 Bertha van Savoye (1051-1087) | Keizer Hendrik IV (1050-1106) ∞ 909 Bertha van Savoye (1051-1087)      | Keizer Hendrik IV (1050-1106) ∞ 909 Bertha van Savoye (1051-1087)      |

vet = keizer · cursief = tegenkoning · 1 = medekoning (in een deelrijk) · 2 = afkomstig uit een andere dynastie